# Richard Ainley
Richard Ainley (22. prosince 1910, Middlesex, Anglie – 18. května 1967, Londýn, Anglie) byl britský divadelní a filmový herec.

## Životopis
Narodil se v Middlesexu v Anglii, jako syn Henryho Ainleye a nevlastní bratr Anthonyho Ainleye.
Ainley debutoval na divadelních prknech v roce 1928, zpočátku pod uměleckým jménem Richard Riddle, což bylo rodné jméno jeho matky. V Americe debutoval v roce 1939 v inscenaci Foreigners v divadle Belasco Theater. Jeho první filmová role přišla v roce 1936, kdy ztvárnil Sylvia ve filmu As You Like It, ve kterém se objevil i jeho otec. Mezi jeho další role patří Ferdinand v televizním filmu Bouře (1939), Dr. Hale ve Shining Victory (1941) a úředník ministerstva zahraničí v thrilleru Above Suspicion (1943).
Ainley byl třikrát ženatý. Rozvedl se s prvními dvěma manželkami, s Ethel Glendinning a Betzi Beaton. Jeho třetí manželka Rowena Woolf ho přežila, zemřela v roce 1968. Ainley kvůli zranění, které utrpěl během služby v armádě za druhé světové války, odešel z filmového světa a vrátil se na divadelní prkna. Na začátku 60. let byl krátce ředitelem Bristol Old Vic Theatre School.

## Filmografie
- As You Like It (1936)
- The Frog (1937)
- Our Fighting Navy (1937)
- The Gang Show, aka The Gang (1937)
- Old Iron (1938)
- Lily of Laguna (1938)
- Stolen Life (1939)
- There Ain't No Justice (1939)
- Englishman's Home (1940)
- Lady with Red Hair (1940)
- Here Comes Happiness (1941)
- Knockout (1941)
- Singapore Woman (1941)
- Shining Victory (1941)
- Bullets for O'Hara (1941)
- The Smiling Ghost (1941)
- Passage from Hong Kong (1941)
- White Cargo (1942)
- Three Hearts for Julia (1943)
- Du Barry Was a Lady (1943)
- Above Suspicion (1943)
- The Man from Down Under (1943)
- I Dood It (1943)